# Lukunga (district)
Le district de la Lukunga est l'un des districts de Kinshasa en République démocratique du Congo, situé au Nord-Ouest de la capitale. Pour l'essentiel (à l'exception de la majeure partie de la commune de Ngaliema), il correspond au centre historique, administratif et économique de l'agglomération.
Il est composé des communes urbaines de Barumbu, de La Gombe, de Kinshasa, de Kintambo, de Lingwala, de Ngaliema, du Mont Ngafula.

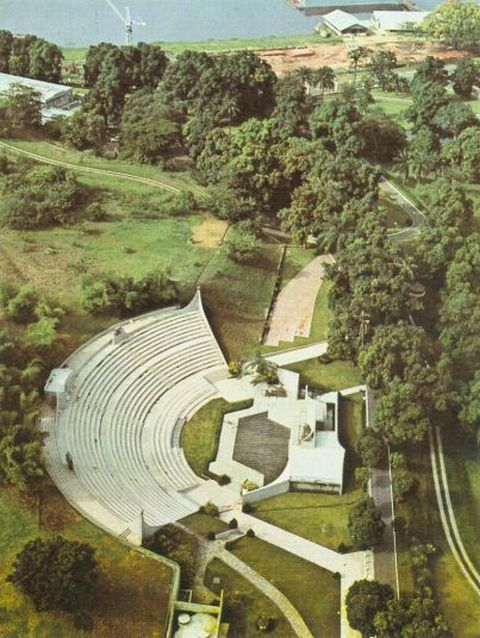
Théâtre de plein-air à Ngaliema (photographie prise en 1974).

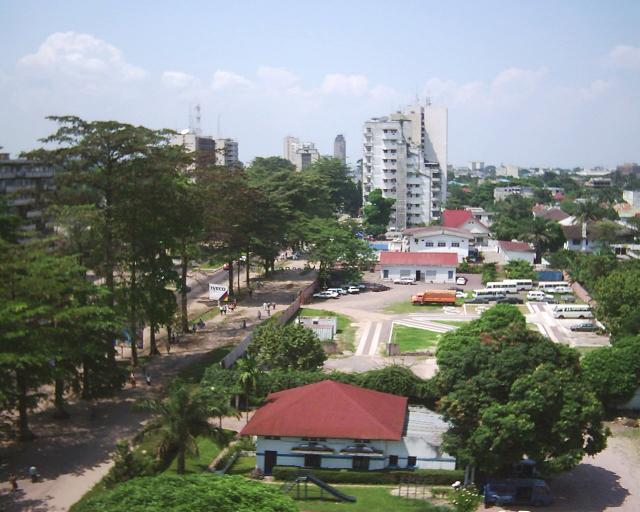
Le boulevard du 30 juin à La Gombe (photographie prise en 2003).

| \| Les 4 districts et les 24 communes de Kinshasa \| \| v · d · m \| |                    |           |
| District de la Lukunga District de la Funa District du Mont-Amba District de la Tshangu Brazzaville Fleuve Congo Pool Malebo M’Bamou Baie de Ngaliema Gombe Barumbu Kin. Ling. K.-V. Ng.-Ng. Kal. Banda- lungwa Kintambo Ngaliema Selembao Bumbu Makala Ngaba Lemba Limete Matete Kisenso Masina Ndjili Kimbanseke Nsele Mont-Ngafula Nsele Maluku |                    |           |
| abréviations : Kinshasa (Kin.), Kasa-Vubu (K.-V.), Lingwala (Ling.), Ngiri-Ngiri (Ng.-Ng.) |                    |           |
| Les 4 districts et les 24 communes de Kinshasa | Blason de Kinshasa | v · d · m |